# Franjo von Allmen
Pour les articles homonymes, voir Von Allmen.
Franjo von Allmen, né le 24 juillet 2001, est un skieur alpin suisse s'alignant dans toutes les disciplines, mais particulièrement en vitesse. Il est champion du monde de descente et de combiné par équipes en 2025.
En 2022, il est vice-champion du monde junior de descente, de Super G et de combiné.

## Biographie
Franjo von Allmen naît le 24 juillet 2001.
Il commence le ski dans sa commune de Boltigen.
Franjo von Allmen perd son père quand il a 17 ans. Il est charpentier de formation.

## Carrière sportive

### Débuts au niveau FIS
Il dispute sa première course au niveau FIS lors d'une descente à Saas-Fee en octobre 2017 qu'il termine à la 68e place.
En mars 2019, il est sacré champion de Suisse des moins de 18 ans de slalom et remporte la médaille de bronze du géant.

### Saison 2020-2021: Débuts en Coupe d’Europe
En décembre 2020, « en l'absence des meilleurs spécialistes du pays », il remporte la médaille de bronze du combiné des championnats de Suisse.
Il fait ses débuts en Coupe d'Europe le 18 janvier 2021 lors d'un super G à Zinal. Il marque des points dès son deuxième départ de coupe d'Europe en terminant 25e.
En fin de saison, lors des championnats de Suisse des moins de 21 ans, il remporte le titre du combiné et termine deuxième de la descente.

### Saison 2021-2022: triple vice-champion du monde junior
En décembre 2021, avec sept autres jeunes skieurs suisses, il se rend à Panorama au Canada où auront lieu les mondiaux juniors plus tard dans la saison pour disputer plusieurs compétitions coupe nord-américaine. Lors de sa première course au Canada, il termine 2e d'un super G.
En janvier 2022, il remporte trois titres en descente, super G et combiné lors des championnats de Suisse des moins de 21 ans de Davos. Il obtient son premier top-10 de coupe d'Europe en prenant la 8e place du super G de Kvitfjell en Norvège.
Lors des mondiaux juniors de Panorama, il devient successivement vice-champion du monde juniors de descente, de super G et de combiné. Il a droit à une réception officielle dans son village de Boltigen,. La Berner Zeitung le présente alors comme une potentielle future star du ski suisse.
Il termine sa saison en remportant la médaille de bronze de la descente des championnats de Suisse à 22 centièmes de secondes du vainqueur Niels Hintermann.

### Saison 2022-2023:1erdépart en coupe du monde
Il monte sur son premier podium de coupe d'Europe en remportant la descente d'Orcières-Merlette.
Il fait ses débuts en coupe du monde en mars 2023 lors de la descente d'Aspen aux États-Unis qu'il termine 46e. À la fin de la saison, il termine deuxième du classement de la coupe d'Europe de descente et obtient une place fixe pour la coupe du monde la saison suivante.

### Saison 2023-2024:1erpodium en coupe du monde
Le 15 décembre 2023, pour son troisième départ de coupe du monde, il termine neuvième du super G de Val Gardena.
Le 11 janvier 2024, il termine 14e de la descente de Wengen après avoir dû interrompre une première descente en raison de la blessure de son coéquipier Marco Kohler. Ensuite, le 28, il obtient son premier podium au super-G de Garmisch (3e).

### Saison 2024-2025:1revictoire en coupe du monde
Il se blesse lors de l'été 2024.
Pour son quatrième départ de l'hiver 2024-2025, après trois courses terminées entre la 23e et la 33e place, il se classe 2e de la descente de Val Gardena derrière Marco Odermatt le 21 décembre 2024, pour un doublé suisse. Rebelote à Bormio la semaine suivante, à nouveau un doublé suisse et une 2e place, derrière Alexis Monney cette fois-ci.
Le 17 janvier 2025, il remporte le super-G de Wengen, à l'occasion de son 22e départ en coupe du monde. Il s'agit de sa première victoire à ce niveau. Le lendemain, dans la même station, il se classe 2e de la descente du Lauberhorn derrière Marco Odermatt.
Le 9 février 2025, il devient champion du monde de descente à Saalbach, devançant Kriechmayr et son compatriote Monney de respectivement 24 et 31 centièmes.

## Palmarès

### Championnats du monde
| Épreuve / Édition                  | Descente | Super G | Combiné par équipes |
| Mondiaux 2025 Saalbach-Hinterglemm | Or       | 12e     | Or                  |

Légende :
- : première place, médaille d'or
- : deuxième place, médaille d'argent
- : troisième place, médaille de bronze
- : pas d'épreuve
- — : Non disputée par Franjo von Allmen

### Coupe du monde
- 8 podiums dont 3 victoires.
- 1ère course : 4 mars 2023, Descente d'Aspen, 46ème
- 1er top10 : 15 décembre 2023, Super-G de Val Gardena, 9ème
- 1er podium : 28 janvier 2024, Super-G de Garmisch, 3ème
- 1ère victoire : 17 janvier 2025, Super-G de Wengen

| Saison/Classement | Général | Général | Descente | Descente | Super G | Super G |
| Saison/Classement | Class.  | Points  | Class.   | Points   | Class.  | Points  |
| ----------------- | ------- | ------- | -------- | -------- | ------- | ------- |
| 2023-2024         | 38e     | 231     | 17e      | 103      | 14e     | 128     |
| 2024-2025         | 4e      | 836     | 2e       | 522      | 4e      | 314     |

#### Détail des victoires
| Saison / Épreuve | Descente                | Super G | Total |
| 2024-2025        | Crans-Montana Kvitfjell | Wengen  | 3     |
| Total            | 2                       | 1       | 3     |

### Championnats du monde juniors
| Édition / Épreuve      | Descente | Super G  | Géant | Slalom | Combiné  |
| ---------------------- | -------- | -------- | ----- | ------ | -------- |
| Mondiaux 2022 Panorama | · Argent | · Argent | 19e   | 26e    | · Argent |

### Coupe d'Europe
- Premier départ : 18 janvier 2021, Super G de Zinal, 37ème
- Premier top30 : 19 janvier 2021, Super G de Zinal, 25ème
- Premier top10 : 11 février 2022, Super G de Kvitfjell, 8ème
- Premier podium : aucun
- Première victoire : aucune

- Meilleur résultat : 8ème (dernière mise à jour : avril 2022)

- Total top10 : 2 (dernière mise à jour : avril 2022)
- Total podiums : 0 (dernière mise à jour : avril 2022)
- Total victoires: 0 (dernière mise à jour : avril 2022)

| Saison/Classement | Général | Général | Descente | Descente | Super G | Super G |
| Saison/Classement | Class.  | Points  | Class.   | Points   | Class.  | Points  |
| ----------------- | ------- | ------- | -------- | -------- | ------- | ------- |
| 2020-2021         | 205e    | 6       | -        | -        | 71e     | 6       |
| 2021-2022         | 92e     | 89      | 61e      | 6        | 22e     | 83      |

### Nor-Am Cup
5 courses disputées en décembre 2021, dont 1 podium.

### Championnats de Suisse
Troisième du combiné 2020
 Troisième de descente 2022